# District de Kavajë

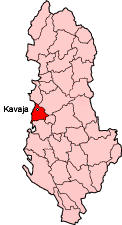
L'ancien district.

Le district de Kavajë était l'un des 36 districts de l'Albanie. Il avait une superficie de 393 km2 et comptait 85 000 habitants. Sa capitale était Kavajë.
Il était voisin des districts albanais de Durrës, Peqin, Tirana et Lushnjë. Il possèdait une façade sur la mer Adriatique. Le district dépendait de la préfecture de Tirana.
La réforme administrative de 2015 a divisé le territoire de l'ancien district en 2 municipalités : Kavajë et Rrogozhinë

Carte du district de Kavaja selon la division territoriale de 2014.